# Затышок (Донецкая область)
Затышок (укр. Затишок), ранее Суворово (укр. Суворове), — село на Украине, находится в Добропольском районе Донецкой области.
Население по переписи 2001 года составляет 62 человека. Почтовый индекс — 85030. Телефонный код — 6277.

## Адрес местного совета
85030, Донецкая область, Добропольский р-н, с.Криворожье, ул.Советская, 101